# Psichiko
Psichiko (gr. Ψυχικό) – miejscowość w Grecji, w administracji zdecentralizowanej Attyka, w regionie Attyka, w jednostce regionalnej Ateny-Sektor Północny. Siedziba gminy Filotei-Psichiko. W 2011 roku liczyła 9529 mieszkańców. Położona w granicach Wielkich Aten. 
Psichiko stanowi jedną z ateńskich dzielnic biznesowych, znajdują się tu także domy arystokracji oraz członków greckiej rodziny królewskiej, w tym dom Fryderyki Hanowerskiej, który przetrwał aż do czasów Junty czarnych pułkowników. W Psichiko znajdują się siedziby szkół, filie wyższych uczelni, które podlegają uczelniom ateńskim oraz liczne ambasady i konsulaty. Oprócz tego miasto posiada liczne instytucje kulturalne oraz sportowe, w tym m.in. sześć kortów tenisowych, boiska i hale do uprawiania koszykówki oraz siatkówki.

## Ambasady
Swoje ambasady w Psichiko mają następujące państwa:
- Bułgaria
- Chiny
- Chorwacja
- Czechy
- Gruzja
- Węgry
- Indonezja
- Iran
- Irak
- Izrael
- Jordania
- Kuwejt
- Liban
- Libia
- Maroko
- Filipiny
- Polska (zobacz Ambasada RP w Atenach)
- Rumunia
- Rosja
- Arabia Saudyjska
- Słowacja
- Słowenia
- Syria
- Tajlandia
- Tunezja
- Watykan
- Wenezuela

### Konsulaty
- Islandia
- Libia
- Polska
- Turcja

## Zmiana populacji miejscowości[potrzebnyprzypis]
| Rok  | Populacja | Zmiana      | Gęstość    |
| ---- | --------- | ----------- | ---------- |
| 1981 | 10 775    | -           | 3881,5/km² |
| 1991 | 10 592    | -183/-1,70% | 3815,6/km² |
| 2001 | 10 901    | +309/+2,92% | 3926,9/km² |